# Puchar Narodów Oceanii w Piłce Ręcznej Mężczyzn 2004
|  | >> Puchar Narodów Oceanii 2006 |

Puchar Narodów Oceanii w piłce ręcznej mężczyzn 2004 znany również pod nazwą 2004 Handball Pacific Cup – premierowy turniej Pucharu Narodów Oceanii. Odbył się w dniach 10-13 czerwca 2004 w Sydney w Australii. Wszystkie mecze rozgrywane były w hali Sydney Olympic Park Sports Centre. Do turnieju przystąpiło pięć reprezentacji narodowych – Australia, Nowa Kaledonia, Nowa Zelandia, Polinezja Francuska oraz Wyspy Cooka.

## Tabele i wyniki[2]

### Faza grupowa

#### Grupa A
| Zespół              | Pkt | M | W | R | P | G + | G - | +/- |
| ------------------- | --- | - | - | - | - | --- | --- | --- |
| Australia           | 4   | 2 | 2 | 0 | 0 | 62  | 47  | +15 |
| Polinezja Francuska | 0   | 2 | 0 | 0 | 2 | 47  | 62  | -15 |

| 10 czerwca 2004 |         |                     |  |       |
| Australia       | 33 – 28 | Polinezja Francuska |  | 19:00 |

| 12 czerwca 2004     |         |           |  |       |
| Polinezja Francuska | 19 – 29 | Australia |  | 19:00 |

#### Grupa B
| Zespół         | Pkt | M | W | R | P | G + | G - | +/- |
| -------------- | --- | - | - | - | - | --- | --- | --- |
| Nowa Kaledonia | 4   | 2 | 2 | 0 | 0 | 78  | 26  | +52 |
| Nowa Zelandia  | 2   | 2 | 1 | 0 | 1 | 59  | 54  | +5  |
| Wyspy Cooka    | 0   | 2 | 0 | 0 | 2 | 27  | 68  | -41 |

| 10 czerwca 2004 |         |                |  |       |
| Nowa Zelandia   | 21 – 32 | Nowa Kaledonia |  | 13:00 |

| 11 czerwca 2004 |         |             |  |       |
| Nowa Zelandia   | 38 – 22 | Wyspy Cooka |  | 13:00 |

| 12 czerwca 2004 |        |             |  |       |
| Nowa Kaledonia  | 46 – 5 | Wyspy Cooka |  | 13:00 |

### Faza finałowa

#### Mecz o 3. miejsce
| 13 czerwca 2004     |       |               |  |       |
| Polinezja Francuska | 34–29 | Nowa Zelandia |  | 13:00 |

#### Finał
| 13 czerwca 2004 |       |                |  |       |
| Australia       | 28–19 | Nowa Kaledonia |  | 19:00 |

## Kolejność końcowa
1. Australia – złoty medal
2. Nowa Kaledonia – srebrny medal
3. Polinezja Francuska – brązowy medal
4. Nowa Zelandia
5. Wyspy Cooka